# Liste der Wappen im Vogtlandkreis
Diese Liste zeigt die Wappen der Kommunen und vormals selbstständiger Gemeinden mit eigenem Wappen sowie ehemalige Wappen im Vogtlandkreis in Sachsen.

Wappen des Vogtlandkreises (Details)
Lage des Vogtlandkreises in Sachsen
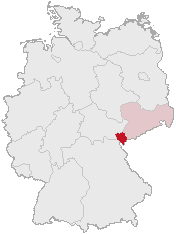
Lage des Vogtlandkreises in Deutschland

## Wappen der Städte und Gemeinden

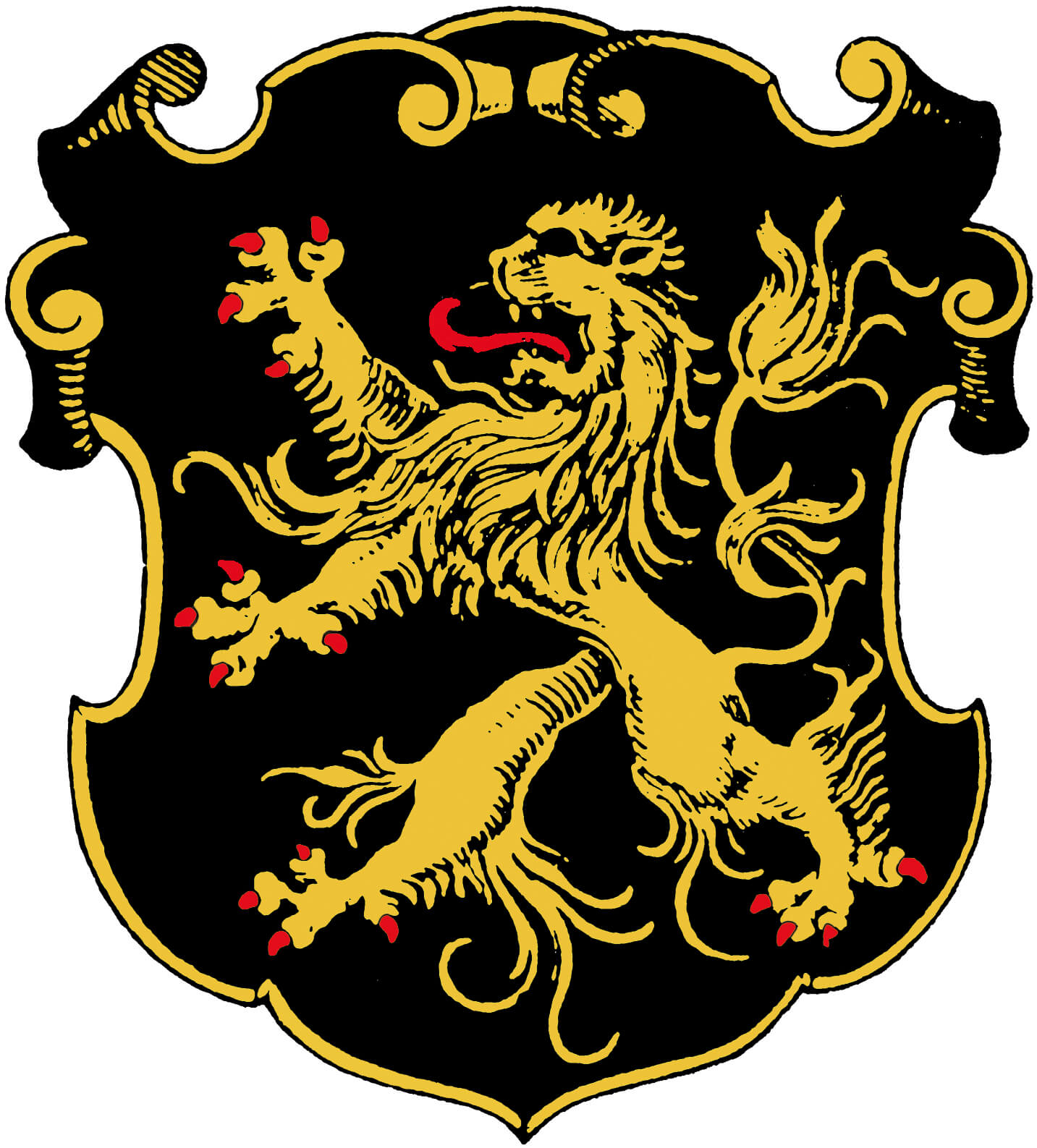
Stadt Adorf/Vogtl. (Details)
Stadt Auerbach/Vogtl. (Details)
Gemeinde Bad Brambach
Stadt Bad Elster (Details)
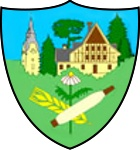
Gemeinde Bergen
Gemeinde Bösenbrunn (Details)
Gemeinde Eichigt (Details)
Gemeinde Ellefeld (Details)
Stadt Elsterberg (Details)
Stadt Falkenstein/Vogtl. (Details)
Gemeinde Grünbach
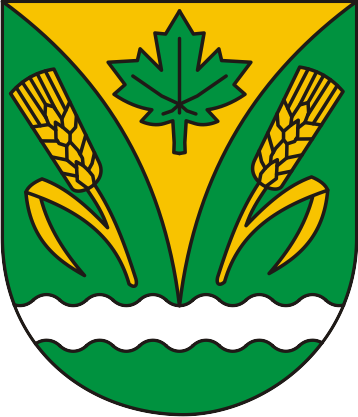
Gemeinde Heinsdorfergrund
Stadt Klingenthal (Details)
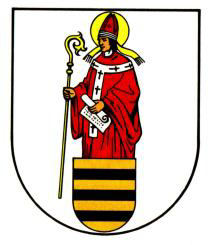
Stadt Lengenfeld (Details)
Gemeinde Limbach
Stadt Markneukirchen (Details)
Gemeinde Mühlental
Gemeinde Muldenhammer (Details)
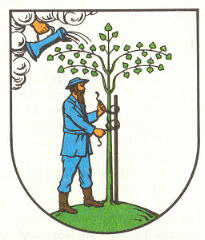
Stadt Netzschkau (Details)
Gemeinde Neuensalz
Gemeinde Neumark
Gemeinde Neustadt/Vogtl.
Stadt Oelsnitz/Vogtl. (Details)
Stadt Pausa-Mühltroff (Details)
Stadt Plauen (Details)
Gemeinde Pöhl
Stadt Reichenbach im Vogtland (Details)
Stadt Rodewisch (Details)
Gemeinde Rosenbach/Vogtl.
Stadt Schöneck/Vogtl. (Details)
Gemeinde Steinberg
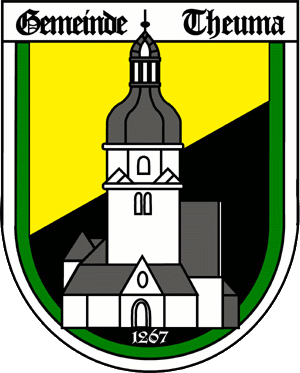
Gemeinde Theuma
Gemeinde Tirpersdorf
Stadt Treuen (Details)
Gemeinde Triebel/Vogtl.
Gemeinde Weischlitz
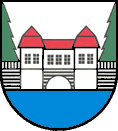
Gemeinde Werda

## Ehemalige Gemeinden mit eigenem Wappen

Gemeinde Burgstein
Gemeinde Erlbach
Gemeinde Hammerbrücke (Details)
Gemeinde Morgenröthe-Rautenkranz (Details)
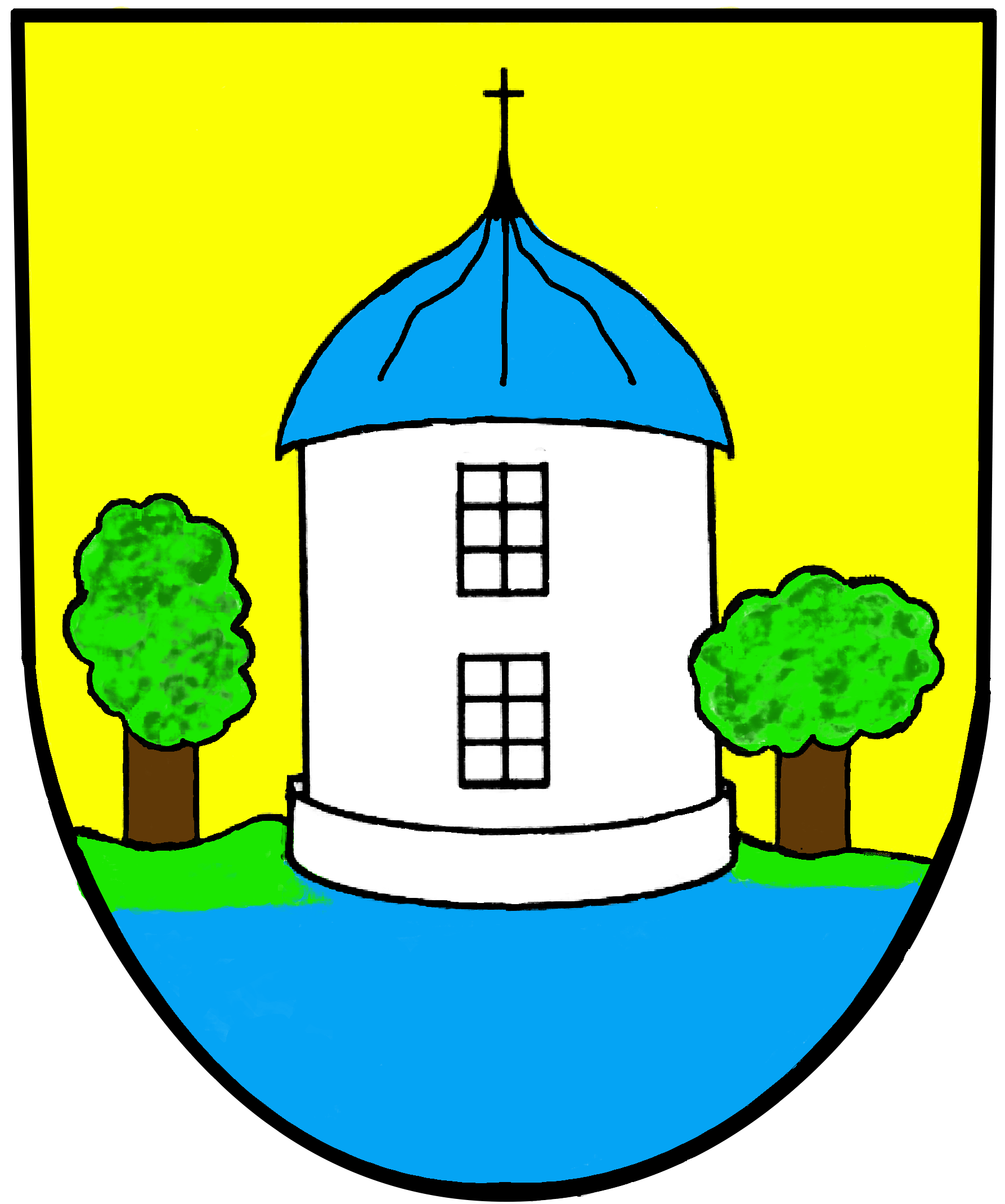
Gemeinde Mechelgrün
Stadt Mühltroff
Stadt Mylau
Gemeinde Tannenbergsthal (Details)
Gemeinde Zwota

## Ehemalige Wappen

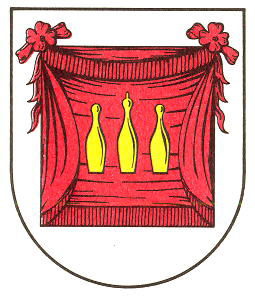
Stadt Rodewisch (bis 2018; Details)